# Кашина Пјати (Милано)
Кашина Пјати је насеље у Италији у округу Милано, региону Ломбардија.
Према процени из 2011. у насељу је живело 28 становника. Насеље се налази на надморској висини од 124 м.